# Matteo Pérez Vinlöf
Olof Matteo Pérez Vinlöf (Estocolmo, 18 de diciembre de 2005) es un futbolista sueco-peruano que juega como defensa lateral izquierdo en GNK Dinamo Zagreb de la Primera Liga de Croacia.

## Biografía
Comenzó su carrera en IF Brommapojkarna de Suecia, también se probó con el equipo peruano Sporting Cristal en 2019, antes de unirse a Hammarby IF en 2021. En enero de 2022, el periódico sueco Sportbladet informó que estaba cerca de fichar por el club alemán Bayern Múnich, después de haber probado con el equipo bávaro en 2021. El fichaje fue confirmado oficialmente por el club muniqués el 19 de enero, con Pérez Vinlöf firmando un contrato de tres años. Días después sería incorporado al segundo equipo del club, Bayern Múnich II. 
El 20 de abril de 2024, anotó su primer gol con el Bayern Múnich II en la victoria por 2-0 contra SpVgg Ansbach. Un mes más tarde, el 12 de mayo, hizo su debut en la Bundesliga con el primer equipo del club bávaro, saliendo del banquillo para sustituir a Bryan Zaragoza, en una victoria por 2-0 ante VfL Wolfsburgo. Ese mismo año, fue cedido a FK Austria Viena. 
En junio de 2025, fue oficializado su traspaso a GNK Dinamo Zagreb de Croacia.

## Selección nacional
Pérez Vinlöf ha representado a su natal Suecia en las categorías sub-15, sub-17 y sub-19 de las que fue capitán; y debido a su ascendencia paterna, puede representar a Perú. Tras un acercamiento de la federación peruana de fútbol, se decantó por Suecia y jugó en la categoría sub-19 al año siguiente. En mayo de 2024 fue convocado a la selección mayor de Suecia sin llegar a debutar. Desde agosto del mismo año fue incluido en el seleccionado sub-21 con el que lleva 4 partidos y 2 goles. En 2025 confirmó que su intención es jugar por Suecia.